# Convento di Sant'Antonio (Cles)
Il convento di Sant'Antonio è un convento francescano che si trova a Cles, in provincia di Trento. Il convento e la chiesa annessa dedicata a Sant'Antonio da Padova risalgono al XVII secolo.

## Storia e struttura
I frati francescani tirolesi chiesero nel 1628 di poter costruire un convento a Cles; la richiesta venne accordata ma non ebbe seguito fino al 1631 quando, per tener fede a un voto, arrivarono delle donazioni dalle comunità della Val di Non e della Val di Sole finalizzate alla costruzione di un convento per i frati.
La costruzione iniziò il 24 agosto del 1631 e doveva essere pressoché conclusa nel 1635 quando i frati presero possesso del nuovo edificio mentre la chiesa, dedicata a S. Antonio da Padova, fu consacrata il 22 agosto 1649 da Jesse Perchoffer, vescovo suffraganeo di Bressanone.
Durante la soppressione napoleonica (1810-1815) i frati furono costretti a lasciare il convento. Tutto fu messo in vendita a favore del Demanio, compresi i mobili e gli oggetti della chiesa. La chiesa rimase aperta e officiata da un frate, che viveva in paese, malgrado il parere contrario delle autorità centrali. Vennero posti in convento gli uffici della finanza, mentre nel primo chiostro si stabilì una fabbrica di scodelle di terracotta.
Dal 1984, oltre ad una piccola comunità di frati, vivono nel convento alcune persone emarginate a causa di povertà o dipendenze.
Il convento si presenta come un edificio a pianta quadrangolare al quale si addossano la chiesa coeva e la torre campanaria ultimata nel 1652.
La struttura è caratterizzata dalla presenza di due chiostri, in entrambi si trovano due meridiane dipinte e alcuni affreschi di un autore ignoto, databili al secolo XVIII, raffiguranti la flagellazione, Cristo sotto la croce, l'annunciazione; e un frammento di altro affresco risalente al tempo della costruzione del convento.
Il convento ha subìto nel corso del tempo diversi restauri in particolare sono stati numerosi gli interventi nel corso del XIX secolo durante il quale la struttura è stata ampliata diverse volte.
Nel convento è anche ospitato un piccolo museo con opere d'arte e materiale storico artistico.

## Chiesa

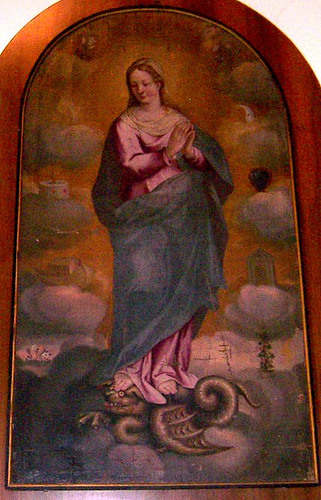
Vergine del Rosario

La chiesa annessa al convento presenta un'unica navata nella quale si aprono quattro finestre posizionate lungo le pareti laterali. Gli accessi al convento si trovano sul lato destro mentre il lato sinistro è caratterizzato dalla presenza di una cappella con pianta quadrangolare. Nella cappella è presente un dipinto raffigurante la Madonna Addolorata inginocchiata sotto la croce. Tra le altre opere presenti si trova una raffigurazione della Vergine del Rosario, chiamata anche erroneamente "Madonna Immacolata", opera attribuibile forse a M. T. Polacco che si trova sopra l'ex altare, demolito nei recenti rimaneggiamenti, a sinistra dell'arco trionfale. Sulla destra si trova un dipinto raffigurante San Francesco che riceve le stimmate, opera di Vanzo da Fiemme.
Sia le pareti che la volta della navata presentano un apparato decorativo unitario con carattere ornamentale e figurativo; sono inoltre conservate alcune pregevoli opere d'arte quali la pala dell'altare maggiore con Sant'Antonio (1653) di Pietro Ricchi, la Addolorata (1774) e la Fuga in Egitto di Cristoforo Unterpergher, l'Ultima Cena (1694) di Giuseppe Alberti, il Cristo morto (1779) di Giovanni Battista Lampi.